# 宗武志
宗武志（日语：／ Sō Takeyuki；1908年2月16日—1985年4月22日）是日本的英語學者、詩人。宗家最後一代伯爵。原姓黑田。

## 生涯

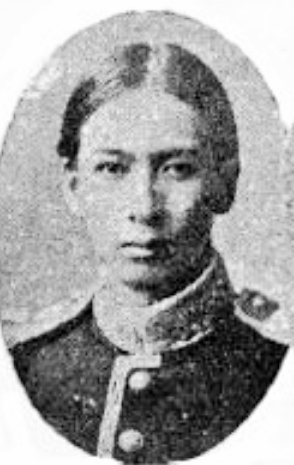
1931

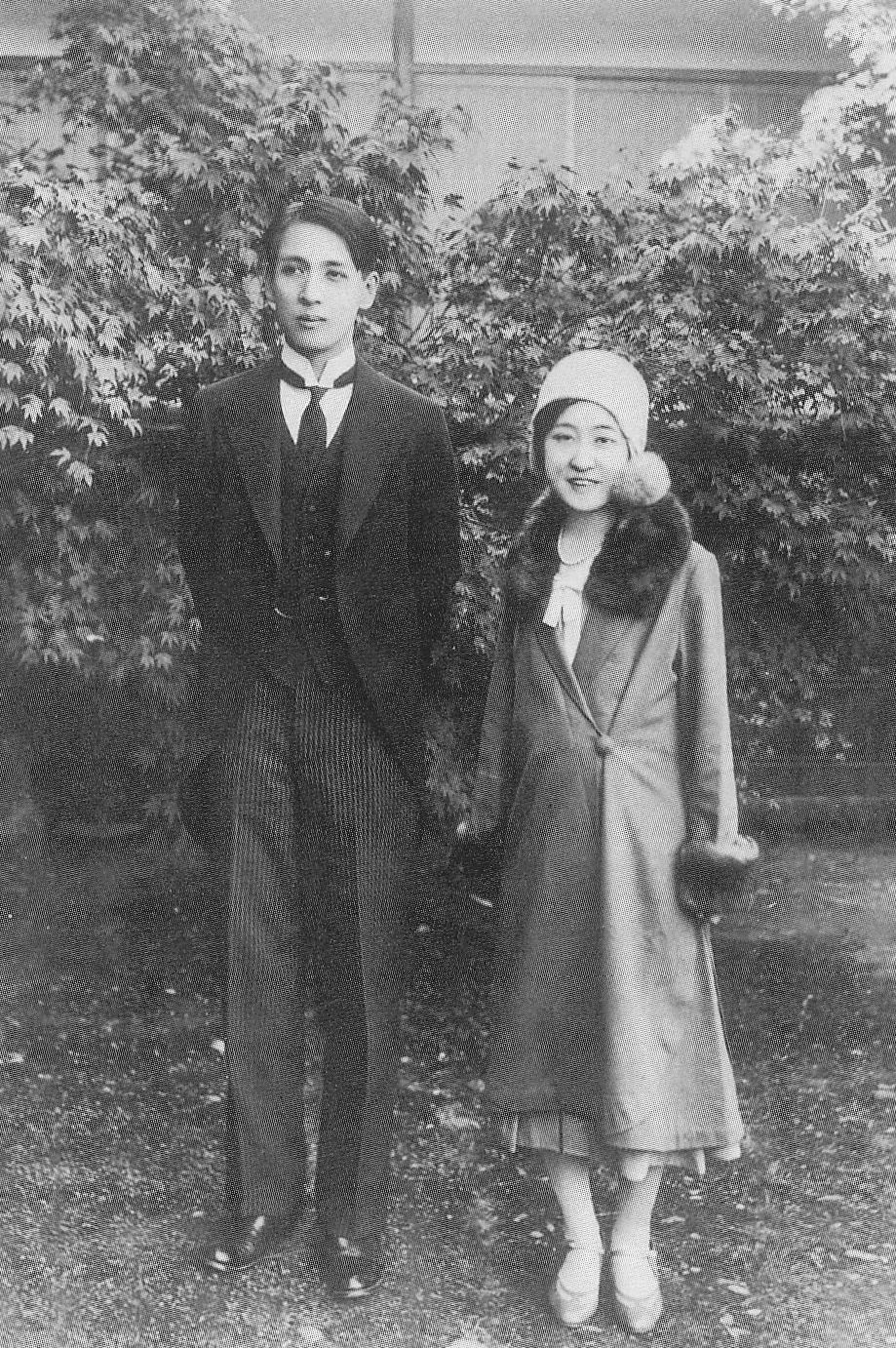
宗武志伯爵與妻子德惠翁主

1908年生於東京府東京市四谷区伝馬町新一丁目。父親是黑田和志，母親是鏻子。黑田家在江戶時代時是久留里藩的藩主。黑田武志的伯父宗重正是貴族院議員。黑田武志的姪女雅子曾經與阿比西尼亞帝國皇族Lij Araya Abebe邂逅而曾欲結婚，但被政府制止而無果。
1920年入讀對馬中學校，1923年因表兄宗重望離世而繼承宗家爵位，成為第37代當主和伯爵。
1925年從對馬中學校畢業後進入學習院高等科（舊制）讀書。1928年進入東京帝國大學文學部英文科。
1931年與前大韓帝國德惠翁主結婚，1932年有了女兒正惠。後來德惠翁主患精神疾病，在雙方家族壓力下，1953年宗武志與李德惠離婚。
1944年任內閣情報局總裁官房職員。
戰後的1946年被選為貴族院議員。1947年隨《日本國憲法》第14條的生效，失去貴族爵位和貴族院議員席位。
1955年與日本人勝村良江結婚，兩人有兒子宗立人、宗中正和女兒宗和木。

## 著作
- 《對馬民謠集》，第一書房。1934年。
- 《海鄉》，第二書房。1956年。
- 《110日紀行》，廣池學園出版部。1964年。
- 《春庭樂》，廣池學園事業部。1978年。
- 《日霞》，沙羅詩社。1978年。
- 《黑潮：宗武志歌集》，私人出版。1985年。

## 流行文化
宗武志由韓國演員金材昱在2016年電影《德惠翁主》中飾演。